# Steven Schick
Steven Schick (né en mai ou juin 1954) est un percussionniste et chef d'orchestre américain, spécialisé dans la musique classique contemporaine. Né dans l'Iowa, Schick a grandi dans une famille d'agriculteurs. Au cours des 40 dernières années, il a soutenu et développé la musique de percussion contemporaine, en tant qu'interprète et enseignant. Il a notamment commandé et interprété plus de 150 nouvelles œuvres pour percussion.
Schick est professeur émérite de musique à l'UCSD et était auparavant Consulting Artist en percussion à la Manhattan School of Music. Entre 1992 et 2002, il devient le percussionniste des Bang on a Can All-Stars de New York. Il assure ensuite la direction artistique du Centre International de Percussion de Genève en Suisse, entre 2000 et 2004. Schick est fondateur et directeur artistique du groupe de percussions Red Fish Blue Fish. En 2012, il devient le premier artiste en résidence à l'International Contemporary Ensemble (ICE).
ll enseigne aujourd'hui à l'Université de Californie à San Diego. Il est devenu, en 2007, le directeur musical et chef d'orchestre de La Jolla Symphony and Chorus et, depuis février 2011, le directeur des San Francisco Contemporary Music Players.
Steven Schick est l'auteur d'un ouvrage sur la musique de percussion solo, The Percussionist's Art: Same Bed, Different Dreams, publié aux presses de l'University of Rochester. Il a enregistréThe Mathematics of Resonant Bodies de John Luther Adams (Cantaloupe Music). Il a également enregistré une série de 3 CD consacrée à l'oeuvre de percussion de Iannis Xenakis, réalisée en collaboration avec Red Fish Blue Fish et publié par Mode Records.